# Thirst
Thirst (hangul 박쥐; literalment "rat penat") és una pel·lícula de terror sud-coreana de 2009 escrita, produïda i dirigida per Park Chan -wook. Basat en la novel·la de 1867 Thérèse Raquin d’Émile Zola, és protagonitzada per Song Kang-ho com a Sang-hyun, un sacerdot catòlic que es converteix en un vampir com a resultat d'un experiment mèdic fallit, i s’enamora de Tae-ju (Kim Ok-vin), la dona del seu amic de la infància (Shin Ha-kyun).
Una coproducció internacional de Corea del Sud i els Estats Units, Thirst es va estrenar a Corea del Sud el 30 d'abril de 2009, on va ser un èxit comercial. Va rebre crítiques generalment positives de la crítica i va guanyar el Premi del Jurat al 62è Festival Internacional de Cinema de Canes, on també va ser nominada a la Palma d'Or.

## Argument
Sang-hyun és un sacerdot catòlic que s'ofereix voluntari en un hospital, proporcionant ministeri als pacients. És molt respectat per la seva fe inquebrantable i el seu servei dedicat, però en secret pateix sentiments de dubte i tristesa. Sang-hyun s'ofereix per participar en un experiment per trobar una vacuna contra el mortal virus Emmanuel (EV). Tot i que l'experiment fracassa i en Sang-hyun està infectat amb la malaltia aparentment mortal, es recupera completament i ràpid després de rebre una transfusió de sang.
La notícia de la seva meravellosa recuperació s'escampa ràpidament entre els devots feligresos de la congregació de Sang-hyun, i comencen a creure que té un do miraculós per a la curació. Aviat, milers més acudeixen als serveis de Sang-hyun. Entre els nous assistents a l'església hi ha Kang-woo, l'amic de la infància de Sang-hyun, i la seva família. Kang-woo convida el seu vell amic a unir-se a la nit setmanal de mahjong a casa seva, i allí, en Sang-hyun es veu atret per la dona de Kang-woo, Tae-ju. Més tard, Sang-hyun recau en la seva malaltia i es desperta amb una gran necessitat d'un refugi de la llum del sol, havent-se convertit en un vampir.
Al principi, en Sang-hyun sent un nou vigor, però aviat s'espanta de trobar-se bevent sang d'un pacient en coma. Després d'intentar suïcidar-se, Sang-hyun es veu irresistiblement atret per la sang humana. Per empitjorar les coses, els símptomes de l'EV tornen i només sembla que desapareixen quan beu sang. Intentant desesperadament evitar cometre un assassinat, Sang-hyun recorre a robar paquets de transfusió de sang de l'hospital.
Tae-ju, que viu amb el seu marit malalt i la seva sogra sobreprotectora, la senyora Ra, porta una vida de somni. Se sent atreta per Sang-hyun i el seu físic, i incapaç de resistir els desitjos estranys per a ell. Els dos comencen una aventura, però quan Tae-ju descobreix la veritat sobre Sang-hyun, es retira amb por. Quan Sang-hyun li suplica que fugui amb ell, ella el rebutja i li suggereix que matin el seu marit.
Quan el superior de Sang-hyun al monestir demana una mica de sang de vampir perquè els seus ulls es curin i pugui veure el món abans de morir, en Sang-hyun, disgustat, fuig del monestir. Es trasllada a la casa de la senyora Ra per poder dormir en secret amb Tae-ju. Sang-hyun nota contusions a Tae-ju i assumeix que el seu marit n'és la causa, una sospita que confirma tímidament. En Sang-hyun decideix matar Kang-woo durant un viatge de pesca amb la parella. Tira Kang-woo a l'aigua i afirma al seu superior que va col·locar el cos dins d'un armari en una casa al fons del llac, posant una roca al cos per evitar que surés a la superfície. Els símptomes de Sang-hyun tornen, així que mata el seu superior al monestir i s'alimenta de la seva sang.
S'obre una investigació policial. La senyora Ra beu sovint després de la mort del seu fill i s'enfonsa psicosomàticament en un estat completament paralitzat. Sang-hyun i Tae-ju són perseguits per visions aterridores del cadàver inflat de Kang-woo. Quan Tae-ju deixa escapar que Kang-woo mai va maltractar-la, en Sang-hyun s'enfada perquè només va matar en Kang-woo per protegir-la. Amb els ulls plorosos, demana a en Sang-hyun que la mati i que la deixi tornar amb el seu marit. Ell s'obliga trencant-li el coll, però després d'alimentar-se de la seva sang, decideix que no vol estar sol per sempre i alimenta el seu cadàver amb la seva pròpia sang. Ella es desperta com un vampir. La senyora Ra, tirada a terra per una convulsió, n’és testimoni de tot.
Tae-ju ràpidament es mostra com un monstre sense remordiments, matant indiscriminadament per alimentar-se, mentre que en Sang-hyun actua de manera més conservadora, només matant quan és necessari. La seva ètica conflictiva dona lloc a una persecució pels terrats i una breu batalla. Un temps després, la senyora Ra aconsegueix comunicar als amics de Kang-woo que Sang-hyun i Tae-ju van matar el seu fill. Tae-ju elimina ràpidament dos dels amics, i sembla que Sang-hyun elimina el tercer. En adonar-se de la gravetat de la situació, en Sang-hyun li diu a en Tae-ju que han de fugir o ser atrapats. Aleshores, en Sang-hyun col·loca la senyora Ra al seu cotxe i, amb Tae-ju, condueix de nit. Abans de marxar de la ciutat, fa una visita al campament de fidels que el consideren el miracle supervivent d'EV. Fa semblar que ha intentat violar una noia, fent que els campistes el persegueixin, ja no l'idolatren.
De tornada a la casa, el tercer amic escapa, a qui en Sang-hyun només va fingir matar per protegir-la de Tae-ju. En despertar-se d'una migdiada al cotxe, en Tae-ju s'adona que en Sang-hyun ha conduït cap a un camp desolat sense cobertura de l'alba imminent. En adonar-se del seu pla per fer-los cremar tots dos quan arribi l'alba, en Tae-ju intenta amagar-se, però en Sang-hyun li frustra tots els intents. Resignada al seu destí, s'uneix a ell al capó del cotxe, i tots dos són cremats pel sol, mentre la senyora Ra mira des del seient del darrere del cotxe.

## Repartiment
- Song Kang-ho com el P. Sang-hyun, un sacerdot catòlic, que s'ofereix per ser pacient del "Virus Emmanuel", convertint-se en vampir després de rebre sang d'un origen desconegut. Aleshores lluita per fer front a la seva nova desig de sang.
- Kim Ok-bin com a Tae-ju, una jove dona de l'amic de la infància de Sang-hyun, farta de la seva vida mundana mentre Sang-hyun desenvolupa un nou amor per ella.
- Kim Hae-sook com la senyora Ra, la mare excessivament protectora de Kang-woo.
- Shin Ha-kyun com a Kang-woo, l'amic de la infància malalt de Sang-hyun i el marit de Tae-ju, a qui molesta i abusa segons ella.
- Park In-hwan com el P. Roh, un sacerdot cec superior a Sang-hyun, que vol tornar a veure.
- Song Young-chang com a Seung-dae, un policia retirat i amic de Kang-woo.
- Oh Dal-su com a Young-du, un altre dels amics de Kang-woo.
- Ra Mi-ran com a infermera Yu
- Eriq Ebouaney com a director de recerca Emmanuel
- Hwang Woo-seul-hye com a Noia dei xiulet
- Mercedes Cabral com a Evelyn, la xicota filipina de Young-du.

## Producció
"Aquesta pel·lícula es va anomenar originalment The Bat per transmetre una sensació d'horror; després de tot, tracta sobre vampirs. Però també és més que això. Es tracta de la passió i d'un triangle amorós. Crec que és únic perquè no és només un thriller, i no sols una pel·lícula de terror, sinó també una història d'amor il·lícita. "
Thirst havia estat treballant durant uns quants anys abans del rodatge i estrena de la pel·lícula. Ja a Joint Security Area, el director Park Chan-wook havia demanat a Song Kang-ho que protagonitzés una pel·lícula de vampirs que Park estava desenvolupant. Park després va desenvolupar la història de la pel·lícula amb el coguionista Chung Seo-kyung mentre tots dos van col·laborar a Chinjeolhan geumjassi i Sóc un cyborg.
Un cop amb llum verda, Thirst es va convertir en la primera pel·lícula coreana feta tant amb finançament i distribució de l'estudi tant coreà com estatunidenc, CJ Entertainment i Focus Features col·laboraren en la producció de la pel·lícula. La pel·lícula també és la primera pel·lícula coreana destacada que presenta un nu frontal complet d’home adult.

## Recepció
'Thirst va rebre crítiques generalment favorables de la crítica en el seu llançament original; el web agregador de ressenyes Rotten Tomatoes informa d'una puntuació d'aprovació del 81% basada en les ressenyes de 114 crítics, amb una puntuació mitjana de 6,83/10. El consens dels crítics del lloc diu: "L'elegant Thirst ofereix un munt d'emocions sagnants per satisfer els fans tant de les pel·lícules de vampirs com del director Chan Wook Park." A Metacritic, que assigna una puntuació estàndard de 100 a les crítiques dels principals crítics, la pel·lícula ha rebut una puntuació mitjana de 73 basada en 21 crítiques, que indica "crítiques generalment favorables".
El destacat crític de cinema Roger Ebert va premiar Thirst amb tres de les quatre possibles estrelles, citant que el director era "el director de pel·lícules de terror més reeixit d'avui". Joe Utichi d’IGN va premiar la pel·lícula amb tres estrelles i mitja sobre cinc i va dir "Thirst potser no és la pel·lícula de vampirs més gran que s'ha fet mai, però la voluntat de Park de provar alguna cosa diferent fa que sigui una visió decididament nova del gènere."

### Taquilla
El 3 de maig, Thirst va debutar al número 1 a la taquilla de Corea del Sud i va recaptar 
1.174.224.500 wons el primer dia i 4.369.977.022 wons durant aquest cap de setmana de tres dies. Es van vendre més de 2.223.429 entrades a tot el país, convertint-se en la novena pel·lícula amb més assistència del 2009.

## Premis i nominacions
| Premi                       | Any  | Categoria                 | Nominat /Obra    | Resultat  | Ref.   |
| --------------------------- | ---- | ------------------------- | ---------------- | --------- | ------ |
| Festival de Cinema de Canes | 2009 | Premi del Jurat           | Thirst           | Guanyador | [ 13 ] |
| Festival de Cinema de Canes |      | Palma d'Or                | Thirst           | Nominat   |        |
| Chunsa Film Art Awards      | 2009 | Millor director           | Park Chan-wook   | Guanyador |        |
| Chunsa Film Art Awards      | 2009 | Millor actor              | Song Kang-ho     | Guanyador |        |
| Chunsa Film Art Awards      | 2009 | Millor actriu secundària  | Kim Hae-sook     | Guanyador |        |
| Chunsa Film Art Awards      | 2009 | Millor il·luminació       | Park Hyun-won    | Guanyador |        |
| Grand Bell Awards           | 2009 | Millor il·luminació       | Park Hyun-won    | Guanyador |        |
| Grand Bell Awards           | 2009 | Millor actriu secundària  | Kim Hae-sook     | Nominat   |        |
| Blue Dragon Film Awards     | 2009 | Millor actriu secundària  | Kim Hae-sook     | Guanyador |        |
| Blue Dragon Film Awards     | 2009 | Millor música             | Jo Yeong-wook    | Guanyador |        |
| Blue Dragon Film Awards     | 2009 | Millor pel·lícula         | Thirst           | Nominat   |        |
| Blue Dragon Film Awards     | 2009 | Millor director           | Park Chan-wook   | Nominat   |        |
| Blue Dragon Film Awards     | 2009 | Millor actor              | Song Kang-ho     | Nominat   |        |
| Blue Dragon Film Awards     | 2009 | Millor actriu             | Kim Ok-vin       | Nominat   |        |
| Blue Dragon Film Awards     | 2009 | Millor actor secundari    | Shin Ha-kyun     | Nominat   |        |
| Blue Dragon Film Awards     | 2009 | Millor fotografia         | Chung Chung-hoon | Nominat   |        |
| Blue Dragon Film Awards     | 2009 | Millor direcció artística | Ryu Seong-hui    | Nominat   |        |
| Blue Dragon Film Awards     | 2009 | Millor il·luminació       | Park Hyun-won    | Nominat   |        |
| Director's Cut Awards       | 2009 | Millor director           | Park Chan-wook   | Guanyador |        |
| Director's Cut Awards       | 2009 | Millor actor              | Song Kang-ho     | Guanyador |        |
| Asian Film Awards           | 2010 | Millor efectes visuals    | Lee Seon-hyeong  | Guanyador |        |
| Asian Film Awards           | 2010 | Millor actor              | Song Kang-ho     | Nominat   |        |
| Asian Film Awards           | 2010 | Millor fotografia         | Chung Chung-hoon | Nominat   |        |
| Baeksang Arts Awards        | 2010 | Millor pel·lícula         | Thirst           | Nominat   |        |
| Baeksang Arts Awards        | 2010 | Millor actriu             | Kim Ok-vin       | Nominat   |        |

## Mitjans domèstics
Universal Studios Home Entertainment va llançar un DVD regió 1 de Thirst el 17 de novembre de 2009. No s'inclouen extres, però la pel·lícula es va produir en pantalla panoràmica anamòrfica amb àudio envoltant coreà DD5.1 i subtítols en anglès, anglès SDH, francès i espanyol.